# Komet Christensen 2
Komet Christensen 2 ali 164P/Christensen je periodični komet z obhodno dobo okoli 6,9 let.

 Komet pripada Jupitrovi družini kometov .

## Odkritje
Komet je odkril 21. decembra 2004 v okviru projekta Catalina Sky Survey Eric J. Christensen .